# Dupax del Sur
Dupax del Sur ist eine Stadtgemeinde in der philippinischen Provinz Nueva Vizcaya. Im Jahre 2015 zählte sie 19.111 Einwohner. Die Gemeinde liegt in den Caraballo-Bergen und das Naturschutzgebiet Casecnan Protected Landscape umfasst Teile der Gemeinde.
Dupax del Sur ist in die folgenden 19 Baranggays aufgeteilt:
| - Abaca - Bagumbayan - Balsain - Banila - Biruk - Canabay - Carolotan - Domang - Dopaj - Gabut | - Ganao - Kimbutan - Kinabuan - Lukidnon - Mangayang - Palabotan - Sanguit - Santa Maria - Talbek |